# Цзиннин
Цзинни́н (кит. упр. 静宁, пиньинь Jìngníng) — уезд городского округа Пинлян провинции Ганьсу (КНР).

## История
При империи Хань эти земли входили в состав уездов Чэнцзи (成纪县) и Аян (阿阳县).
При империи Сун в 1093 году был создан уезд Лунгань (陇干县), в котором разместились власти Дэшуньского военного округа (德顺军).
После того, как эти земли были захвачены чжурчжэнями и вошли в состав империи Цзинь, Дэшуньский военный округ был в 1142 году преобразован в область Шуньчжоу (顺州), в 1187 году переименованную в область Дэшунь (德顺州).
При монгольской империи Юань область Дэшунь была в 1304 году переименована в Цзиннин (静宁州); области подчинялся уезд Лундэ.
При империи Мин в 1370 году был создан уезд Чжуанлан, также подчинённый области Цзиннин. В 1559 году уезд Лундэ был напрямую подчинён Пинлянской управе, и в подчинении властям области остался лишь уезд Чжуанлан.
При империи Цин уезд Чжуанлан был в 1648 году также напрямую подчинён Пинлянской управе, и область стала безуездной.
После Синьхайской революции в Китае в 1913 году была проведена реформа административного деления, и в 1913 году область Цзиннин была преобразована в уезд.
В 1949 году был создан Подрайон Динси (定西分区), и уезд вошёл в его состав. В 1950 году он был передан в состав Подрайона Пинлян (平凉分区). В апреле 1951 года Подрайон Пинлян был переименован в Район Пинлян (平凉区). В 1955 году Район Пинлян был переименован в Специальный район Пинлян (平凉专区). В декабре 1958 года уезд Чжуанлан был присоединён к уезду Цзиннин.
В декабре 1961 году уезд Чжуанлан был вновь выделен из уезда Цзиннин. В октябре 1969 года Специальный район Пинлян был переименован в Округ Пинлян (平凉地区).
2 июня 2002 года постановлением Госсовета КНР округ Пинлян был преобразован в городской округ Пинлян.

## Административное деление
Уезд делится на 8 посёлков и 16 волостей.